# Eliza Meek
Eliza Meek (3 de março de 1832 – Honolulu, 8 de fevereiro de 1888) era filha do capitão John Meek, um dos primeiros colonos americanos do Reino do Havaí. Em sua juventude, era conhecida por suas habilidades equestres nas terras de seu pai. Mais tarde, se tornou a amante do rei Lunalilo e formou um relacionamento contencioso com a rainha Emma do Havaí, havendo rumores de que foi o principal obstáculo a um possível casamento entre os dois. Juntamente com um grupo de outros membros da corte real, Eliza acompanhou o rei a Kailua-Kona durante sua última doença e permaneceu ao lado dele até sua morte por tuberculose em seu retorno a Honolulu em 3 de fevereiro de 1874. Pouco se sabe sobre sua vida após a morte do rei, mas Eliza viveu bem financeiramente até sua morte.

## Primeiro anos

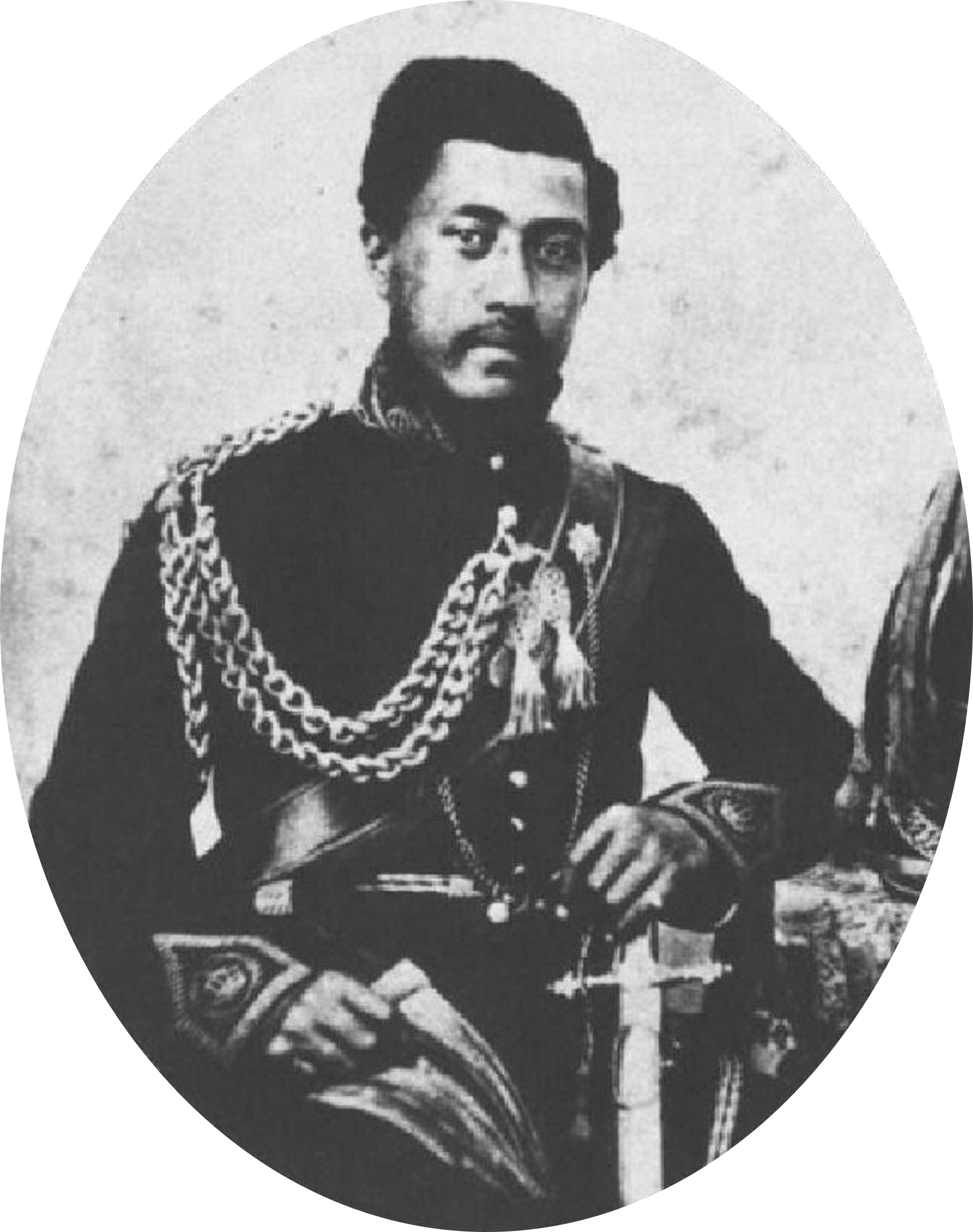
Embora o rei Lunalilo permanecesse solteiro por toda a vida, ele tomou Eliza Meek como sua amante

Eliza Meek nasceu em 3 de março de 1832 e era filha do capitão John Meek (1792-1875) e de Betsy W. Meek (1807-1848). John era de Marblehead, Massachusetts e chegou ao Havaí por volta de 1809, servindo por muitos anos como mestre do porto e piloto em Honolulu. Betsy era a esposa havaiana do capitão Meek e morreu em 5 de maio de 1848. Eliza cresceu com muitos irmãos, incluindo sua irmã mais nova, Elizabeth "Betsy" Meek (1841-1895), que se casou com o colono americano Horace Gate Crabbe em 1857 e teve cinco filhos. Na juventude, Eliza se destacou por suas habilidades equestres nas terras de seu pai em Lihue e Wahiawa, na ilha de Oahu, onde sua família criava cavalos de raça pura, que eram bem conhecidos em todas as ilhas. De acordo com o arquivista e historiador Albert Pierce Taylor, Eliza era frequentemente "vista andando a cavalo pelas ruas de Honolulu, vestida em um maravilhoso pa-u, com uma dúzia ou mais de seguidores andando atrás dela usando a mesma cor de roupa". Eliza era considerada uma pessoa de grande beleza em sua juventude e possuía olhos de cor verde, indicativos de sua herança hapa-haole (meio europeia, meio havaiana).

## Relacionamento com Lunalilo
Eliza tornou-se amante do rei Lunalilo, que permaneceu solteiro por toda a vida. Ela desenvolveu um relacionamento contencioso com a rainha Emma do Havaí, a viúva de Kamehameha IV e uma amiga íntima de Lunalilo. De acordo com uma das cartas de Emma, uma atendente idosa do palácio Waiaha e várias outras mulheres mais velhas haviam dado a Lunalilo um "pedaço de talo de bananana pressionado para beber, medicado com poções do amor, para produzir sentimentos intensos por Eliza Meek". Junto com um grupo de assistentes pessoais e parentes de Lunalilo (incluindo seu camareiro e o cunhado de Eliza, Horace Crabbe), Eliza esteve presente durante os últimos meses de doença do rei. Durante esse período, Eliza era notoriamente hostil a Emma, que ocasionalmente visitava o rei doente para ajudá-lo a cuidar dele. Segundo o Dr. Georges Phillipe Trousseau, médico pessoal do rei, Lunalilo teria se casado com Emma se não fosse a interferência de Eliza. Eliza se recusaria a deixar Emma sozinha com Lunalilo, mesmo sob o comando do rei. Uma noite, em um acesso de raiva, Lunalilo jogou uma cadeira e uma escarradeira na cabeça de Eliza após uma discussão entre os dois. Emma relatou o caso em uma carta a seu primo Peter Kaʻeo:
A última notícia de ontem de manhã é a raiva do rei contra Eliza na quarta-feira (ontem) à noite por ser insolente. Ele jogou uma cadeira na cabeça dela e um espeto também, o que fez um ótimo corte no lado da cabeça dela. O médico mais próximo foi enviado para [e] McGrew e McKibbin chegaram. Parece que o rei disse a ela para ir para a cama - ela respondeu que direito tem um cachorro ou uma cadela lá, o que instantaneamente deu vazão ao seu mau humor que ele estava meditando há alguns dias, e usou uma palavra de quatro letras pertencentes apenas a ambientes privados . Ela respondeu: "Oh, acho que é nisso que você come para existir". Isso levou a raiva do rei a um clímax instantâneo e [ele] jogou os artigos na cabeça dela. Eu pretendia ligar ontem para ver como ele continua melhorando, mas essas brigas domésticas da família Real colocam isso fora de questão, até mais alguns dias em que o rei estará resolvido e não tão chateado.
Apesar da briga, Eliza fazia parte da comitiva real que acompanhou Lunalilo quando ele partiu para Kailua-Kona, em novembro de 1873, o mês seguinte, na esperança de que o clima seco melhorasse sua tuberculose. No entanto, a viagem não teve efeito duradouro na saúde dele. Depois de retornar a Honolulu, o rei sucumbiu à doença e morreu em 3 de fevereiro de 1874.

## Últimos anos
Eliza morreu em Peleula - residência de seu cunhado e irmã - em 8 de fevereiro de 1888, aos 55 anos. Pouco se sabe da vida de Eliza após a morte de Lunalilo. No entanto, durante dua vida adulta ela estava financeiramente bem e possuía metade de seu patrimônio em propriedades na rua King, perto de Maunakea. Segundo o jornal The Daily Bulletin, esteve doente por um mês antes de morrer devido a "uma quebra geral".